# ジャンボ鶴田
ジャンボ鶴田（ジャンボつるた、1951年〈昭和26年〉3月25日 - 2000年〈平成12年〉5月13日）は、日本のプロレスラー、スポーツ科学研究者。本名及び旧リングネーム：鶴田 友美（つるた ともみ）。
全日本プロレスで活動した三冠ヘビー級王座の初代王者であり、日本人初の第30代AWA世界ヘビー級王者である。

## 概要
1972年ミュンヘンオリンピックのレスリングである、グレコローマンスタイル最重量級日本代表を経て、その後全日本プロレスへ入門する。ジャイアント馬場の後を継ぐ次世代・全日本プロレスの若き大型エースとしても期待され、順調に頭角を現しトップレスラーの1人として活動した。しかし後にB型肝炎を発症したことにより第一線を退く形となる。その後はレスラーとして現役生活を続けながら桐蔭横浜大学・慶應義塾大学、そして母校の中央大学で講師を務めるなど、教育者としても活動した。
山梨県東山梨郡牧丘町（現：山梨市）の出身。山梨県立日川高等学校を経て、中央大学法学部政治学科卒業。血液型O型。ニックネームは「完全無欠のエース」「怪物」と付けられた。座右の銘である『人生はチャレンジだ チャンスは掴め』は、鶴田のプロレスの師匠であったジャイアント馬場から継承している。
オリンピック出場時の選手名簿には身長193cm、体重110kgと明記されている。

## 来歴

### プロ入りまで
広大なぶどう農園を営む家に生まれ、出生した時は3,000gで普通の大きさであった。
生まれた頃は体が小さく、女の子のようだからという理由で「友美」と名付けられた。兄の恒良の証言によると、幼少期の鶴田は先輩たちの後に付いてチャンバラごっこなどをして遊んだという。この頃はスポーツなどはせず、家の家事手伝いをして体を鍛えていた。荷物を持って坂道を上り下りする作業が、アマレスやプロレスで発揮した脚力の元となったとされる。小学生の頃に虫垂炎の手術はしたが、後の肝炎以外を除き大病はしなかった。
中学時代は野球をやっていたが、この頃になると体が大き過ぎて自分に合う靴が無く、運動会では運動靴の代わりにゴム草履で走っていた。2年生の夏休みには朝日山部屋に入門。本当は体験入門のつもりであったが、新弟子検査に合格してしまい力士となった。そのため叔父の甲斐錦が慌てて話を付けて新弟子検査を取り消させ、すぐに地元に戻った。そんな裏事情もあり日本相撲協会には鶴田の記録が残っていない。この事情を知らない地元の人からは「相撲が通用しなくて帰って来たんでしょ？」という様に見られ、この体験が鶴田の心に影を落としたと推測する文献も幾つかある。これについて兄の恒良は「友美もまだ子供でしたからね。本人は何も気にしていなかったですよ」と鶴田の没後に証言している。
高校時代はバスの便が良くない上に車内も天井が低く、乗り心地が悪かった事もあり自転車通学をしていた。行きは下りだが帰りはずっと登りで、更に道は舗装されていない砂利道だったため、自転車を何台も乗り潰していた。こういった経緯も自然と体が鍛えられた要因でもある。中学生時代にやっていた野球は、受験勉強の影響もあって視力が落ちた事でボールが目で追えなくなり「それなら、大きいボールを扱う方がいいよね」との理由で、鶴田はバスケットボールに転向した。
プロレスは当時、ファンとしてテレビで観戦しており自身の高校生時代は丁度BI砲の全盛期で、この時はジャイアント馬場の姿が印象に残った。高校のバスケットボール部は山梨県下では無敗を誇り、在学時は3年連続でチームはインターハイに出場。自身は1年生の時、半年間野球部に在籍したためインターハイに出場出来なかったが、2年生時に石川県・3年生時には広島県で開催されたインターハイに2年連続で出場する。また3年生時には山梨県の相撲大会に出場して、3位の成績を収めた。その後、中央大学法学部にスポーツ推薦で入学する。
大学1年生までバスケットボールの選手だったが、バスケットではプロの選手になれない事や、日本の実力では予選に勝ってもオリンピックの出場が叶わないと判断し、この時に退部を決意している。しかしバスケットボール日本代表はその後、ミュンヘンオリンピックとモントリオールオリンピックに出場を果たしており、鶴田の予想は外れた形となった。
選手層の薄いレスリングならオリンピックに出場出来るのではと思い、鶴田はレスリング部を申し込むが「一つの事をやり通せない者には無理だ」と、入部を断られる。この際に断った側の1人に関川哲夫ことミスター・ポーゴがいた。彼の語りでは、鶴田の格闘技への思いは本気だったので反省しているようである。そこで鶴田は自衛隊レスリング道場で練習を始める事を決め、わずか1年半足らずで1971年・1972年の全日本選手権フリー・グレコローマンの両種目共に連覇するほどの優良な選手となった。大学3年次にレスリング部から逆に入部を勧められ、4年次に石井庄八・笹原正三・池田三男・渡辺長武・中田茂男などの金メダリストを輩出した名門・中央大学レスリング部へ入部した。更にレスリング日本代表にも選ばれ、当初の目的通り1972年のミュンヘンオリンピックにも出場する。なお、出場したのはグレコローマンスタイル100kg以上級である。
レスリングでの実績により、ジャイアント馬場からプロレスにスカウトされる。プロレスに対する偏見や評価などを考慮して当初は様々な葛藤もしたが、1972年9月16日に父親の死をきっかけに自分自身で人生に挑戦しようと思っていた事と、大学の監督や先輩・マスコミ等からのアドバイス、そして日本レスリング界の重鎮と言われた八田一朗の『プロが栄えればアマも栄える』という言葉にも励まされ、プロレスラーになる事を決意した。

### 全日本プロレス入団
大学在籍時の1972年10月31日、全日本プロレス入団記者会見で「僕のような大きな体の人間が就職するのには、全日本プロレスが一番適した会社かと思いまして。尊敬する馬場さんの会社を選びました」と発言したことが「全日本プロレスに就職します」と報道される。デビュー当初は本名の鶴田友美をリングネームに用いていた。ニックネームは「若大将」である。
新入団したばかりの頃は、馬場から月に10万円の小遣いを支給されたり、自分の体のサイズに合うスーツを新調してもらうなど、入団以前まで貧乏学生だった鶴田の生活は一変した。当時日本テレビ「全日本プロレス中継」のプロデューサーだった原章は「後で思うと、その頃はあまり肉が付いていなくてヒョロヒョロっとして、ひ弱な青年という感じでした。ただ背が高かったので、これからトレーニングをして大きくなるだろうという予感はありました。今考えると、アマチュアレスラーの身体だったんでしょう。体重を絞って、肉を付けてなかったのかもしれません」と、入団当初の鶴田の印象を語っている。
入団後まもなく、テキサス州アマリロのザ・ファンクスの元で修行を始め、スタン・ハンセンやボブ・バックランドとも合流した。特にハンセンとは気が合った様で、ハンセンは鶴田を「トミー」の愛称で呼び、鶴田が日本から持ち込んだインスタントラーメンを分け合って食べるほどの仲だった。またハンセンはその味に感動し、鶴田に黙って勝手に食べていたという話も残っている。ザ・ファンクスの父、ドリー・ファンク・シニアは鶴田を見て「この男はレスラーへの下地はとっくに出来ている。後は経験を積むだけだね」と評した。
ハンセンは「彼は身体が細いのに、自分より何キロも重いベンチプレスを持ち上げていたからね。あれは凄かったよ」と、鶴田の怪力ぶりを語っている。
1973年3月24日に、アマリロでエル・タピアを相手にプロデビューした。2ヶ月後の5月20日にはニューメキシコ州アルバカーキで、ドリー・ファンク・ジュニアのNWA世界ヘビー級王座に挑戦するという大抜擢を受ける。その後、サイクロン・ネグロやゴードン・ネルソンら実力者との対戦を経て、8月9日にはスタン・ハンセンと組み、当時ザ・ファンクスが保持していたインターナショナル・タッグ王座に挑戦した。
凱旋帰国後の同年10月6日、後楽園ホールにおけるムース・モロウスキー戦で国内デビューしフォール勝ち。3日後の10月9日、蔵前国技館でのザ・ファンクスとのインターナショナル・タッグ王座戦の馬場のパートナーに選ばれる。しかしこの抜擢については試合前に「彼はまだデビューしてから半年だし、150試合のアメリカ修行で一体、どれだけ成長が出来るというのか？プロはそんなに甘い世界ではないだろう」と、内外含めてメディアからも猛批判が上がったが、アメリカで鶴田の成長ぶりを実際に確認していた馬場は「まぁまぁ、とにかく彼の試合を観てから判断しましょう」と、自信たっぷりに答えている。
60分3本勝負の1本目ではテリー・ファンクからジャーマン・スープレックス・ホールドでピンフォールを奪い大器の片鱗を見せ、早くも馬場に次ぐ全日本プロレスナンバー2の地位に就いた。
20代の中頃までは、若い女性の親衛隊もいたほどの人気があった。またファンからの公募により、1973年10月27日にリングネームをジャンボ鶴田へと改名する。当時は日本でも日本航空でジャンボジェット機が就航し、一般にもその名称が浸透し始めて来た時期であり、師匠である馬場と同様にスケールの大きなプロレスを期待されての命名であった。なお鶴田本人も「投票の途中経過ではジャンボ鶴田がダントツの1位でしたから、その時点で『ジャンボ鶴田』に決まりだなと思った」そうである。
1974年3月から4月にかけて、再びアメリカ遠征に出発。太平洋岸北西部から南部、北東部、中西部まで各テリトリーを回り、3月23日にはオレゴン州ポートランドでダッチ・サベージ、3月29日にはジョージア州アトランタでボビー・ダンカンなど、各地のトップ選手と対戦。4月1日にはニューヨークのマディソン・スクエア・ガーデンに登場し、ジョニー・ロッズから勝利を収めている。翌日の4月2日にはフロリダ州タンパでダニー・ホッジ、4月4日にはノースカロライナ州グリーンズボロでネルソン・ロイヤル、4月7日にはニューメキシコ州アルバカーキにてキラー・カール・コックスと対戦するなど、世界王者級のタイトなスケジュールをこなした。
当時はまだ軽量だったため、1974年12月5日には体重を落としてケン・マンテルのNWA世界ジュニアヘビー級王座に挑戦している。

### 1970年代中盤：ライバル達との出世争い
1970年代中盤は、復活したUNヘビー級王座決定戦でジャック・ブリスコを破って初めてのシングルタイトルを獲得し、キム・ドクとの抗争や国際プロレスのラッシャー木村との対抗戦、ディック・スレーターをジャーマン・スープレックスで破ってのチャンピオン・カーニバル初優勝などの実績を上げ、1977年8月25日に行われたミル・マスカラスとの田園コロシアム決戦が評価され、東京スポーツ主催のプロレス大賞において3年連続年間最高試合賞・ベストバウトを受賞した。他の2試合は、1976年3月28日に蔵前国技館で行われたUNヘビー級選手権試合の鶴田vs木村戦と、1978年1月20日に北海道帯広市総合体育館で行われたNWA世界ヘビー級選手権試合のハーリー・レイスvs鶴田戦である。
この時期の鶴田の代名詞は、UNヘビー級王座と背後に星を刻んだレスリングタイツ。必殺技は4種類のスープレックス、特にフロント・スープレックスとトップロープからのウルトラCドロップキックを大一番で用いている。

### 1980年代前半：世界の鶴田へ
1980年代前半は、NWA世界ヘビー級王座やAWA世界ヘビー級王座に対してあと一歩でタイトルを取り逃がす歯がゆい試合を続けたため「善戦マン」と呼ばれていたが、1982年のNWA戦からタイツも黒を基調としたエースらしいものに変更し「善戦マン」からの脱却を目指した。この当時の鶴田について上田馬之助は「ジャンボはなぁ…。あれだけ恵まれた体格をして、才能・瞬発力・柔軟性・運動神経を全て高い次元で持っているのにねぇ。ジャンボには何かこう、ガツーンと来るものがないんだよ。全日本どころか日本マット界のエースになれる素材なのに。藤波（辰爾）君もそうだけど、デビュー当時からの『爽やかお兄ちゃん』のイメージを、いまだに捨て切れてないというかね。まぁ最近はトランクスを黒に変えて、自分の中の何かを変えて行こうと必死になっているのは分かるけど」と語っていた。また、この年の秋に訪日していたルー・テーズに、必殺のバックドロップのコツを教えてもらっている。

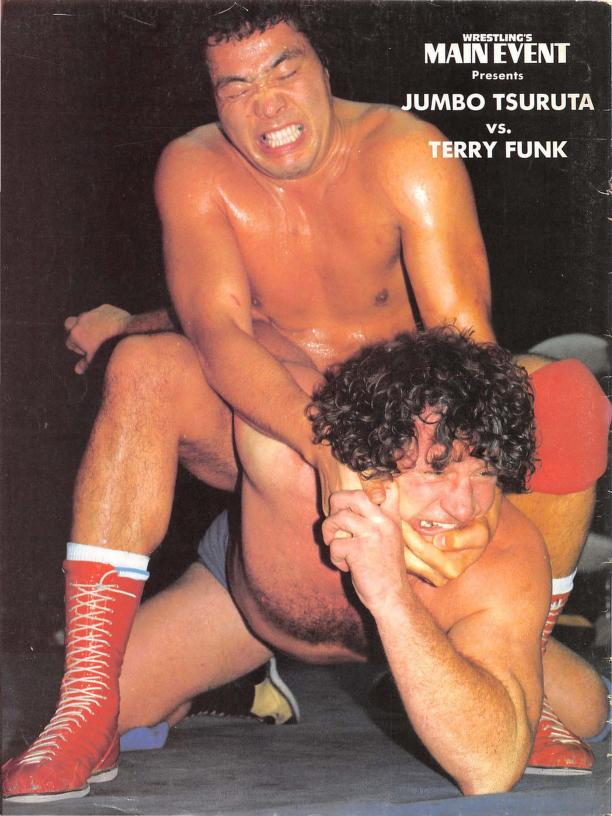
対テリー・ファンク戦（1983年）

1983年4月、若手レスラーの登竜門と言われたトーナメント大会ルー・テーズ杯の特別レフェリーとして再度全日に登場したテーズから、バックドロップとフライング・ボディシザース・ドロップを今度は本格的なマンツーマン特訓で伝授される。このとき「今のコーチ料は100万ドルだな」というテーズの言葉に「世界チャンピオンになったら払います」と答えた逸話が残されている。
6月8日にはNWA世界王者リック・フレアーに挑戦し、三本勝負を1-0で時間切れ勝ちはするものの、「三本勝負の場合、二本勝たなければ王座の移動はしない」というNWAルール規定により、世界奪取はならなかった。しかし、過去のフレアーとのNWA世界戦に比べるともっとも善戦した。30年後にフレアーは「日本人でベストな選手を3人挙げるとしたら、ツルタ・テンルー・ムタだな」 とコメントしている。
米国遠征中の6月17日に、長年就いていたUNヘビー級王座を返上。
7月31日にはAWA世界王者ニック・ボックウィンクルに挑戦をし、反則勝ちをするが「ピンフォール勝ち、ノックアウト勝ちもしくはギブアップ勝ちでないと王座は移動しない」というAWAルール規定により王座移動せず、世界奪取は失敗に終わる。過去のニックとのAWA世界戦同様に、のらりくらりと交わされつつも、最終的にダーティなファイトで防衛されてしまう内容だった。
8月31日、蔵前国技館において、力道山以来の日本プロレス界の至宝インターナショナル・ヘビー級王座をブルーザー・ブロディから奪取、第14代王者となる。試合後、ロッカールームで馬場から「よくやったよな、今日からお前がエースだぞ」と祝福され、公式に全日本プロレスのエースを襲名する。年末の世界最強タッグ決定リーグ戦では馬場との師弟コンビを解散、天龍源一郎との鶴龍コンビで参加するが、ミラクルパワーコンビに次ぐ準優勝に終わる。この年、インター・ヘビー級王座獲得の功績が認められ、プロレス大賞の最優秀選手賞（MVP）を、同世代を表す「鶴藤長天」の中で初受賞。そして鶴龍コンビも最優秀タッグチーム賞を受賞した。

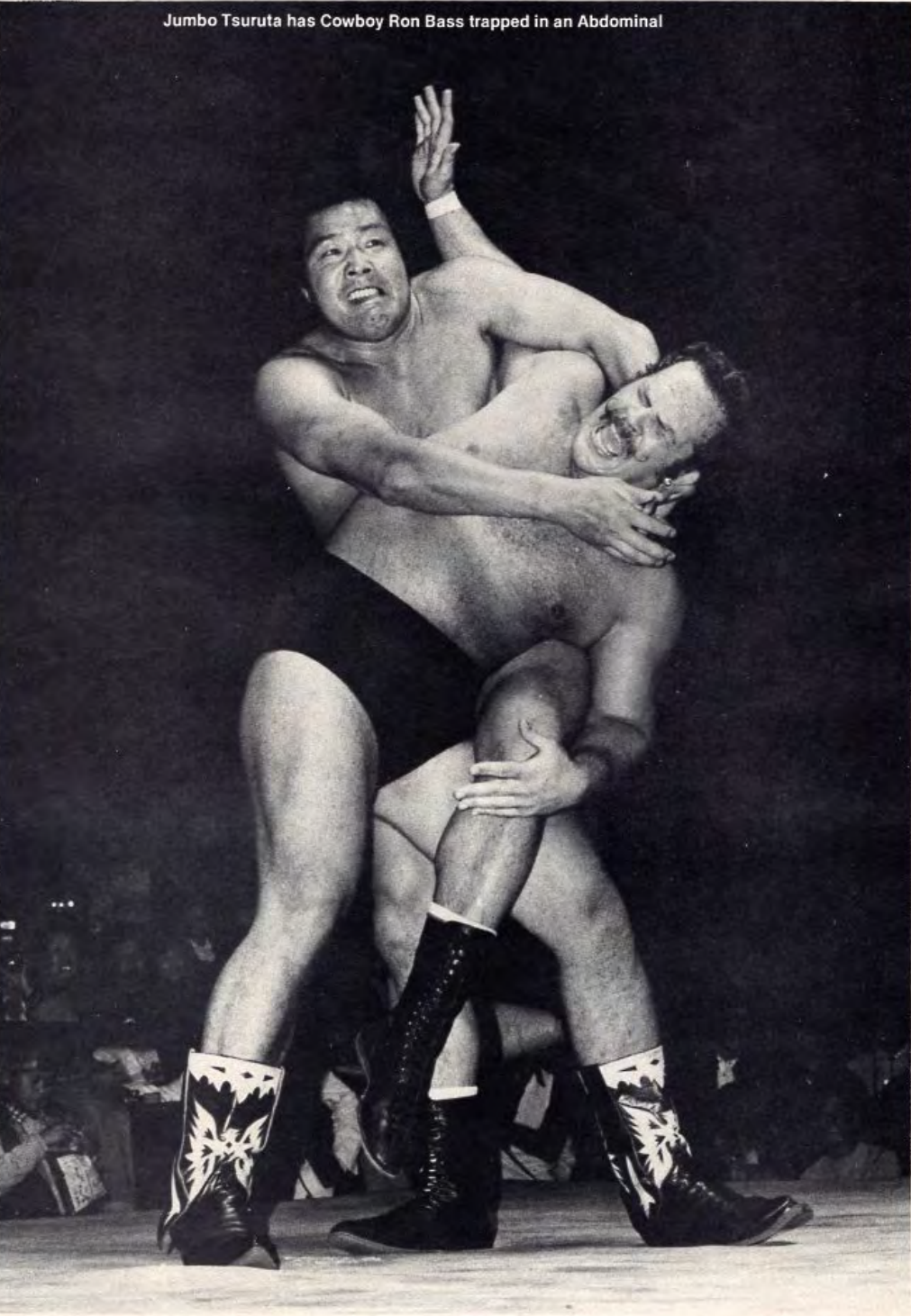
対ロン・バス戦（1984年）

1984年に、自身の入場曲を「J」に変更。2月23日に蔵前国技館で、自らが保持するインターナショナル・ヘビー級王座を懸けてのダブルタイトルマッチとして、AWA世界王者のニック・ボックウィンクルに再び挑戦。インター王座とのダブルタイトルマッチということで、インター選手権のルールも適用され、反則やリングアウトなどあらゆる勝敗で王座移動、さらにレフリーの失神等でのアクシデントを防ぐため、主審にテリー・ファンク、副審にジョー樋口を起用するという万全の態勢で、ニックのダーティーなファイトを防ぎ、「バックドロップ・ホールド」によって勝利し、当時日本人として初めてAWA世界ヘビー級王座を獲得、念願の世界奪取を達成した。この一戦は当時の『土曜トップスペシャル』で放送されるほどのビッグマッチであった。この時の3カウントを叩いたのは、テリー・ファンクであった。
AWA世界ヘビー級王座獲得後、同王座をリック・マーテルに奪取されるまで、前王者ニック・ボックウィンクルをはじめ、ブラックジャック・ランザ、ビル・ロビンソン、ジム・ブランゼル、グレッグ・ガニア、ブラックジャック・マリガン、バロン・フォン・ラシクらを挑戦者に16回の防衛、日米2国間を往復しての世界ヘビー級王座防衛は、日本人初の快挙であった。この年、プロレス大賞のMVPを2連覇した。
これらの活動により「鶴藤長天」の中では一段上の扱いとなり、実力的には馬場・猪木の後継者とされるものの、人気では維新革命の長州力や天龍の後塵を拝す。このレスラーとしての格と人気面のギャップは「バックドロップは、相手の受身の技量によって落とす角度を変えている」などという鶴田の発言に対し、ファンからは「もっと本気出して試合をしろ」「手加減なんかするな、相手を殺すつもりでやるんだよ」という反応を見せ、それに対して鶴田が「相手のレスラー生命を終わらせる、もしくは死に至らしめるのが良いレスラーだというのなら、僕は明日にでも会社（全日本プロレス）に辞表を出しても良いんですよ」と反論するなど、良くも悪くも「気は優しくて力持ち」的な鶴田のキャラクターや、試合ぶりにファンが感情移入しにくい点に一因があったともいえる。

### 1980年代中盤：超獣コンビ、ウォリアーズ、ジャパンプロレス勢との闘い
「プロレス界のキングコング」と称されたブルーザー・ブロディやハンセン、ロード・ウォリアーズといった大型外人レスラーとの戦いがメインとなっていた1980年代中盤、大型の外人と戦っても見劣りしないレスリング技術は、相手レスラーからの評価も高く鶴田の運動能力、身体的能力を絶賛する者も多い。尚、後年引退の原因となった肝炎のキャリアである事が発覚したのは1985年8月で、この事実は馬場と鶴田の2人が知るのみであり、他のレスラー・関係者には伏せられたままだった。
新日本のエースで、1984年末から新日本を退団しジャパンプロレスの一員として全日本に参戦した長州力と、1985年11月4日に大阪城ホールでシングルマッチを行う。結果は60分フルタイム戦って両者引き分けに終わった。鶴田はこの一戦でリング中央でどっしりと構え、自身の周りを長州が動き回るようにファイトすることを意識し、引退後日本テレビのインタビューで「あれは僕の作戦勝ちでしょう」と語っている。これは馬場がエース候補生たちに必ず教えていた心構えであり、自分が格上のレスラーであると印象付けられる上にスタミナの消費も少ないという効果を狙ったもので、鶴田が王道プロレスを体現した試合として名高い。一方の長州は、対戦前に鶴田のことを「あれはぬるま湯に浸かっちゃってるんだよね」「あいつは本物のプロレスラーじゃないよ。ただのサラリーマンレスラーだろ」と散々酷評していたが、対戦後は鶴田に一目置くようになり、マスコミに対して「ボクシングのような判定制だったら、（自分の）負けだったね」と語り、以降は鶴田を評価する発言を時折行うようになった。この評価は鶴田との対戦後も長年に渡り一貫しており、2012年10月5日の長州と高田延彦とのトークショーにおいても「鶴田先輩は本当に凄かったですね」と、アマレスの先輩である鶴田に対する敬意を素直に表現している。長州とのこのシングル対決は1985年のプロレス大賞の年間最高試合（ベストバウト）に選出されている。
しかし、この時期の鶴田はシングル戦線では苦戦していた。1985年4月と1987年3月にフレアーのNWA王座に挑むが奪取に失敗し、1986年にはAWA王座再戴冠を目指し当時の王者スタン・ハンセンに3度挑むがこれもすべて奪取に失敗、同年7月の敗戦では自らのインター王座も奪われた。しかし3ヶ月後の10月には奪回に成功している。世界最高峰クラスの王座を奪取した選手としては、不調気味の戦績といえる。

### 1980年代後半 - 1992年：天龍同盟、超世代軍との闘い
鶴田が怪物レスラー、完全無欠のエースとしての評価を高めたのは、1987年に「天龍同盟」を結成した天龍源一郎との一連の抗争、そして天龍離脱後の超世代軍・プロレス四天王との戦いであった。またそのきっかけとなったインパクトのある試合として、仲野信市に対するバックドロップを決めた試合があげられる。
天龍が繰り出す激しい攻撃に触発され、鶴田も恵まれた身体能力を背景に覚醒、一般的なプロレス技で仲野や天龍を失神させる、寺西勇やアニマル浜口が全治数ヶ月の入院を余儀なくされる、といった怪物ぶりを発揮した。特に天龍は世界タッグ戦でバックドロップの3連発（後述）、1989年4月の三冠戦では後に「ジャンボ・リフト」と呼ばれる掟破りの超急角度の垂直落下型パワーボムと、2度失神させられている。
1988年6月には、谷津嘉章との五輪コンビでインターナショナル・タッグ王座とPWF世界タッグ王座を統一、初代世界タッグ王者に就いた。同年8月30日、前日に龍原砲に王座を奪われ五輪コンビで挑戦者チームとして戦った一戦では、バックドロップを連続で食らいすでに意識がなく自力で立ち上がれない天龍の髪の毛を掴んでしまい、無理矢理引きずり起こし3発目のバックドロップで完全失神に追い込み、その天龍をかばう原ごとピンフォールをして王座を奪回した。
1989年4月には、シングルタイトルであるインター・PWF・UNの三冠を統一し、初代三冠ヘビー級王者となる。これらの実力が認められた結果、ジャンボ鶴田の人気は不動のものとなり、1990年2月10日に行われた、新日本の東京ドーム大会に参戦した際には敵地であるにもかかわらず、入場時に「ツ・ル・タ、オー！」コールが爆発するなど、全日のエースから日本プロレス界のエースと呼ばれるにふさわしい存在になっていた。この時期、全日本のリングから、かつて鶴田が世界王座戦線で何度も苦杯を飲まされたリングアウトでの決着・反則での決着が徐々に消え去り、リング内での完全決着が目指されるようになった事も、鶴田には追い風となった。
天龍が新天地を求めて全日本を離脱しSWSに移籍した後、鶴田のライバルとして名乗りをあげたのは弟子の三沢光晴であった。1990年6月、三沢はシングルマッチで鶴田越えを果たすが、この試合は「丸め込み」合戦を制してのもので、真に鶴田越えを果たしたとは言い難いものであった。だが、三沢は最初で最後の涙をリング上で流し、日本武道館の観客が総立ちになるなど、盛り上がる結果となった。その3ヶ月後の1990年9月、三冠ヘビー級王座への挑戦権をかけて再度三沢と戦うが、今度は鶴田がジャンボラリアットからのバックドロップ・ホールドで三沢から完璧な3カウントを奪っている。
1991年1月19日、ハンセンを破り、三冠ヘビー級王者の第8代目に返り咲く。この年は三沢、川田利明、スティーブ・ウィリアムスが鶴田の三冠王座に挑戦するが全て退けている。1月下旬の後楽園ホール大会では、川田から顔面へのステップキックを執拗に繰り出された直後に、鶴田は怒りで目の色が完全に変わってしまい、まずはエルボーから始まり、顎へまともに入るジャンボ・キック、場外でマットをひっペ返した床上へ叩き付けるボディースラム、イス攻撃などを川田に繰り出した。タッグパートナーの渕正信が止めに入るがその渕も突き飛ばしてしまい、解説席に座っていた竹内宏介がその迫力に言葉が出なくなってしまうほどの壮絶な攻撃であった。和田京平によると、試合後の控え室では「なんで僕はあんなにキレてしまったんだろうねぇ…」と、普段のジャンボ鶴田に戻っていたという。この時の鶴田について和田京平は「ああいうのはお客さんに見せるものではない。普段の余裕あるジャンボの姿を見せてほしかった」と自書で語っている。
また10月の大阪府立体育会館での6人タッグ戦では、鶴田のエルボーが三沢光晴の鼻を直撃し、三沢が鼻骨を骨折してしまう。鼻を負傷しながらなおも試合を続ける三沢に、鶴田はその鼻に狙いを絞った攻撃を徹底する。鶴田は反旗後の三沢に対して「あいつはもっと良い奴だと思っていたんだけどね」という意味不明なコメントを残しているが、この試合後に「三沢はまだまだ良い奴じゃないんだからさ」と語っており、自分が超世代軍の壁であることを自認していたとも言える。
この年の鶴田は全日本プロレス中継内の三沢との三冠戦後のインタビューで「一回でいいから、世界最強といわれるハルク・ホーガンと、負けてもいいから思いっきり闘いたい」とコメントしたことがある。当時ホーガンが所属するWWF（現WWE）と全日本とは全く団体間の交流はなく、しかも、全日は選手のスタンド・プレーには厳しい団体だった。対戦したい相手として他には前田日明・藤波の名も挙げており、一時は新日本への移籍を本気で考えた時期もあったという。鶴田の元ライバルでもあるタイガー戸口によると、1981年に戸口が全日本から新日本に移籍する際、鶴田も一緒に全日本を離れようとした事が後年明らかにされ、もし実現していればプロレスとの関わりを断ったのではないかと推測している。1980年代後半にも鶴田から「僕はプロレスを辞めた後にね、焼肉屋でも始めようかなと思ってるんだよ」と話していた事があり、実際に経営に関する本も読んでいたという。
ファンやマスコミを中心に実現が期待されていたジャイアント馬場とアントニオ猪木の対戦について、鶴田は「全日本に閉鎖的な面もあるとは思いますが」と前置きをして語り、馬場に挑戦状を叩きつけた猪木については「猪木さんは今は良いですけど、あと何年かすれば年齢的にベストなファイトが出来なくなるのは確実ですから。猪木さん本人も、そういう状態で挑まれても納得出来ないですよね？」と、第三者として中立的な立場で話していた。猪木が40歳を過ぎた頃に前田日明が、そして1986年に第2回プロレス夢のオールスター戦の企画が上がった際に鶴田がそれぞれシングル対決希望を表明したが、結局猪木は前田・鶴田2人の対戦要求に応じることはなかった。尚、鶴田は後年1996年の修士論文で「私は猪木には勝てない。入門した時からエリートコースにのって、ビッグタイトルのチャンスを与えられた私には、ハングリー精神に欠ける。これはＧ・馬場の育て方の問題であり、甘いのである。」と率直な自身の評価を記している。
1991年にはプロレス大賞MVPに選ばれており、自身として7年ぶり3度目の受賞となった。
最後のタイトルマッチとなったのは1992年10月7日の世界タッグ選手権で、田上明と組みテリー・ゴディ、スティーブ・ウィリアムス組の挑戦を受けた。この年は古傷の左足首の故障で1シリーズを全休したことに加え、1月にはハンセンに敗れて3冠ベルトを奪われ、チャンピオン・カーニバルでは優勝戦進出を逃すなど、前年の怪物振りと比べると陰りも見えていたが、この年に急成長を見せていたパートナーの田上が体調万全ではない鶴田を上手くカバーしていた。その田上はこの年に開発した喉輪落としでゴディからフォールを奪い、王座の防衛に成功。田上の躍進を見届けた鶴田は、結果的に第一線を退く形となった。

### 1992年入院以降
1992年11月にB型肝炎を発症し、長期入院を余儀なくされた。公式発表は内臓疾患であり、妻の鶴田保子の著書が出版されるまでは公には伏せられていた。鶴田がB型肝炎ウイルスキャリアであることは1985年8月の時点で判明しており、当時の主治医によるインターフェロン療法がうまくいかず症状を悪化させたためと、後に妻の保子が著書で述べている。
1993年の復帰後も再発の危険性があるため、極端に負担のかかる第一線には立たなかった。鶴田自身、その時の様子を「棺桶に片足を入れた状態」と評している。「一昔前なら棺桶に両足を入れていた。つまり、自分は死んでいた」とも発言している。鶴田はメインイベンターとしての価値は無くなったが、馬場は給料を下げる事はしなかった。
入院中に読んでいたある雑誌に、女子プロゴルファーの桝井映里が大学院に入学した記事があったことがきっかけとなり、教授レスラーへの道を目指す。1994年10月に筑波大学大学院体育研究科コーチ学専攻に合格し、遂に非常勤講師ながら大学教員となった。並行して大会場でのスポット出場という形で現役プロレスラーを継続する。ほとんどの試合は馬場と組んでのファミリー軍団としての出場による、6人タッグマッチであった。
1999年1月31日、馬場の死去直後に引退及び全日本取締役辞任の記者会見をキャピトル東急ホテルで行う。この後に「全盛期に前田日明と戦ってみたかった。藤波君が度々対戦要求を出してきたが、マスコミの前のポーズだけで実際の交渉は一切無かった。僕はそれが大嫌いだった」とコメントしたことも話題になった。後日、鶴田は藤波に「失礼な発言をしてしまい申し訳なかった」と、FAXで謝罪した。
ただし鶴田は、1990年代のある番組の中でファンサービスもあったにせよ「今年の夢は、藤波選手と闘うことです」と発言していた。1987年1月4日、東京スポーツ主催のプロレス大賞授賞式の席上でも「今年は藤波選手と闘って最高試合賞を取りたい」とコメントしており、週刊ゴングによる鶴藤長天キャンペーンのきっかけの一つとなっていた。一方で、全日本プロレスが1998年に初めて東京ドーム大会を開催した際の、藤波の参加に向けた発言とその撤回の経緯が、引退時の鶴田の発言と符合している。

### 引退 - 闘病 - 突然の死
1999年2月20日の引退記者会見に続いて、1999年3月6日に日本武道館で引退セレモニーが行われ、研究交流プロフェッサー制度によりスポーツ生理学の教授待遇として、オレゴン州ポートランド州立大学に赴任することを明らかにした。なお、勤務先であった桐蔭横浜大学のサイトには「客員研究員として」とある。鶴田がアメリカへ向かう際に、成田空港に見送りに来たのは三沢・仲田龍・大八木賢一専務のわずか3名であったが、仲田の著書によれば、鶴田サイドと馬場元子オーナーとの間には既に距離が出来ており、見送りに行けない空気を振り切って来たとのことである。これが鶴田と三沢の最後の対面となったが、その際に鶴田は「もしそっちに何かあったらすぐに言ってきて良いよ。俺はミチャワくんの味方なんだからさ。それだけは忘れないでくれよな」と告げたとされている。
この前後よりB型肝炎は肝硬変を経て、肝臓癌へ転化かつ重篤な状態へ進行していた。鶴田は第三者らの進言もあり肝臓移植を受けることを決断。日本では親族間の生体肝移植しか認められておらず、親族で唯一血液型が合致した実兄がドナー候補となるも最終的に移植条件に合致しなかったため、日本での移植が不可能となり、海外での脳死肝移植に望みを賭けた。2000年4月、滞在中のオーストラリア・ブリスベンで『ジャンボ鶴田基金』を設立し、移植患者に向けたサポートを行う活動を始めた。同年春になりフィリピン・マニラでドナー出現の報を聞き、オーストラリアからフィリピンに渡航。国立腎臓研究所で手術が行われたが、肝臓移植手術中に大量出血を起こしてショック症状に陥る事態が発生し、長らくの治療や16時間にも渡る手術の甲斐なく同年5月13日17時（現地時間では16時）に49歳で死去した。奇しくもこの日は1984年にリック・マーテルに敗れてAWA世界ヘビー級王座から陥落した日でもあった。戒名は「空大勝院光岳常照居士」。和田京平の著書によると、「鶴田は元々血を流すと止まりにくい体質であった」と記されている。

### 没後
鶴田の死から1ヶ月後の6月13日、かつて鶴田の付き人を務めていた三沢光晴が全日本社長を辞任し、その三日後の記者会見で新団体であるプロレスリング・ノアの旗揚げを正式発表した。これに伴い全日本の選手が大量離脱したことに対して、彼らが全日本で冷遇されていたことを知らなかった妻の保子は「ジャンボ鶴田お別れの会」で「夫は三沢君を支持したと思います。でも、三沢君に全日本を潰す権利は無いです」と話したが、真相を知った後に自身のWebサイトで「三沢君達の気持ちがやっと分かりました」「（馬場）元子さんは許せないです」と語った。
鶴田の突然の死は各方面で大々的に報道され、2000年5月24日には『全日本プロレス中継』（日本テレビ系）で「ジャンボ鶴田追悼特集」、2000年11月26日には『知ってるつもり?!』（日本テレビ系）で「ジャンボ鶴田、家族の絆と衝撃死の真相」と題した追悼番組が放送された。
2014年4月13日、鶴田の故郷・山梨の山梨市民総合体育館に於いてノアの協力により「ジャンボ鶴田追悼記念大会」が開催された。同年11月28日（日本時間29日）、米国プロレス殿堂入りを果たした。日本人では力道山・ジャイアント馬場・アントニオ猪木に次ぐ4人目の快挙であり、鶴田と生前親交があった原辰徳も「すごいね、価値あるよね」と祝福した。
2022年5月31日、23回忌追善興行が後楽園ホールで行われ、新日本プロレス・全日本プロレス・DDTなど10団体とフリーの32選手が熱戦を繰り広げ、超満員札止めの1588人のファンで埋め尽くされた。

## 年表
- 日川高校時代、バスケットボール部で全国高校選手権大会に出場。
- 中央大学時代、レスリングで全日本選手権制覇。そのうち1971年のフリースタイルはレスリングでの実績がない選手2人を破っての優勝であり、同年のグレコローマンは他に出場選手がなく不戦勝による優勝[47]となっている。
- 1971年のレスリング世界選手権にフリー[48]・グレコ[49]両スタイルで出場するが、ともに2戦2敗で敗退。
- 1972年のレスリング全日本選手権では、同選手権での優勝経歴のある磯貝頼秀、山口勇雄を抑えてのフリー・グレコ両部門2連覇をはたしている。
- ミュンヘンオリンピックで、レスリング グレコローマン100kg超級に出場するも、2戦2敗[50]。
- ジャイアント馬場にスカウトされ、プロレス界入り。
- 1973年3月22日、アメリカ修行。150戦消化の後同年10月1日帰国。10月6日、後楽園ホールで日本デビュー戦。
- 1975年、馬場と組んでのインタータッグ選手権。相手はザ・ファンクス。
- 1976年8月28日、UNヘビー級タイトル獲得。
- 3月10日 - 1979年1月5日まで、十番勝負。通算成績、4勝2敗4分。
- 1983年8月31日、ブルーザー・ブロディよりインターナショナル・ヘビー級王座を奪取。第14代チャンピオンとなった。
- 1984年2月23日、蔵前国技館においてニック・ボックウィンクルとのAWA世界ヘビー、インター・ヘビーのダブルタイトル戦を行い、鶴田が勝利しインター・ヘビー級王座防衛ともに、日本人初の第30代AWA世界ヘビー級王者となった。
その後、AWA王座を同年5月13日にリック・マーテルに敗れるまで16回の防衛を果たした。日米2国間を往復しての世界王座防衛は、日本人初の快挙。
- 1984年9月23日、元日本航空のキャビンアテンダント・荒牧保子と結婚。
- 1985年11月14日、長州力とのシングルマッチ。結果は60分時間切れ引き分け。控え室で完全なスタミナ切れを起こしていた長州を尻目に、鶴田は街へ飲みに繰り出すという伝説を残した。
- 1988年6月10日、日本武道館でインターナショナル・タッグ王者・ロード・ウォリアーズに勝利し、PWF世界タッグと王座統一し、初代世界タッグ王者となった（パートナーは谷津嘉章）。
- 1989年4月18日、東京大田区体育館で三冠統一戦を行いハンセンを破り、インター・ヘビー級・PWFヘビー級・UNヘビー級の各王座を統一し、三冠統一初代王者となった。
- 1990年4月19日、最後の対天龍源一郎戦。鶴田が勝利し、三冠王座二度目の防衛（天龍戦の通算成績は4勝3敗2分）。天龍はそれまでに日本人レスラーで唯一、馬場にピンフォール勝ち（3カウント勝ち）をしたレスラーで、それまで鶴田とも対等の闘いをしていたが、前シリーズでタッグ決別したハンセンによる試合前の襲撃（ラリアット）のダメージが回復しないまま、鶴田の勝利に終わる。シリーズ終了後に行われた新日本・全日本・WWF共催の東京ドーム大会直後、天龍は突如全日本プロレスを退団し、SWSに移籍する。
- 1992年11月13日、B型肝炎発症を告白、昭和大学病院へ長期入院。
- 1993年3月退院。同年9月23日、リング上挨拶。同年10月23日復帰戦。
- 1994年10月28日、筑波大学大学院修士課程体育研究科コーチ学、社会人特別選抜枠で受験し合格。
- 1996年4月より、慶應義塾大学・桐蔭横浜大学の講師に就任。
- 1997年3月、筑波大学大学院修了。4月より中央大学の講師となった。
- 1998年5月1日、全日本初の東京ドーム大会に出場。菊地毅にバックドロップを披露。
- 1998年9月11日、現役最後の試合。馬場・ラッシャー木村と組み、渕正信・永源遙・菊地組と対戦。
- 1999年2月20日、キャピトル東急ホテルで引退記者会見。全日本プロレス取締役の辞任も併せて発表される。
- 3月6日、日本武道館に於いて引退セレモニー。
- 3月10日、ポートランド州立大学に赴任。
- 2000年5月13日、マニラで肝臓移植手術中にショック症状、出血多量により死去した。49歳没。
- 6月18日、「ジャンボ鶴田メモリアル献花式」が青山葬儀所で執り行われる。
- 現在、山梨県の実家近くの慶徳寺に墓がある。墓碑には「人生はチャレンジだ!!」と刻まれている。

## 得意技

### フィニッシュ・ホールド
バックドロップ
この技自体は、鶴田が若手時代から使用していた技なのだが、当時は相手の股へ手を差し込んだ抱え式のバックドロップであった。しかし、1982年の夏頃から反り投げ式のバックドロップをフィニッシュに使用しはじめ、そして同年秋にバックドロップの祖であるルー・テーズから「ヘソで小さく弧を描くように投げろ」とアドバイスを受け、自分の頭を相手の脇下にいれ、相手の胴を両手でクラッチしてブリッジを効かせて投げるルー・テーズ型バックドロップに磨きをかけるようになる。1983年4月にルー・テーズ杯のためにテーズが再度全日を訪れた際には本格的なマンツーマン特訓も受け、以後はジャーマン・スープレックスに代わる鶴田の絶対的な切り札となる。アブドーラ・ザ・ブッチャーや、身長2m、体重190kgの超肥満体型選手だったワンマン・ギャングのように、腰回りが非常に大きくクラッチするのが難しいレスラーも綺麗に投げてみせた事もある。
最初はつま先をマットにつけたまま素早く低く叩きつける低空高速型だったが、観客の見栄えを意識してか徐々につま先を流しながら高く持ち上げ落下させるスタイルに変化させていく。
相手の受身の力量によって落とす角度を変えており、三沢や川田に対してはとんでもない角度で落としていた。別名「岩石落とし」である。
1980年代前半のある時、「ルー・テーズばりの本物のバックドロップを見せてくれよ」と日本テレビ側からけしかけられたこともあって、対戦相手のハーリー・レイスに危険な角度でバックドロップを行った。受身技術では当時世界最高レベルと評価されたほどのレイスだが、試合後に鶴田の元へ怒鳴り込んで「お前、この場でもう1回やってみろよ!」と凄んだ。これに反省したのか、鶴田は相手の受け身の角度によってバックドロップで投げる角度を調整するようになったという
バックドロップ・ホールド
つま先をつけたまま、低い体勢で素早く叩きつけるスタイルの低空高速式バックドロップは後のバックドロップ・ホールドへと昇華されていく。ニック・ボックウィンクルとのAWA世界ヘビー級戦でバックドロップ・ホールドでフォールしてベルトを奪取して以降、鶴田の代名詞と呼ばれるようになり、また、AWA世界王座奪取の決め手になったことから「世界を獲ったバックドロップ」とも言われていた。
倒れ込み式バックドロップ・ホールド
投げた時の勢いでブリッジが崩れたが、そのまま倒れ込んで強引に相手の体をクラッチしたままホールドする。使用される頻度は比較的少ない。ジャンボ鶴田が三冠ヘビー級選手権防衛戦で川田利明をこのタイプのバックドロップ・ホールドで倒して脚光を浴びた。
ジャーマン・スープレックス
1982年のリック・フレアーとのNWA世界ヘビー級戦まで鶴田の最大のフィニッシュホールドであり、この試合を最後に封印された技。封印の理由は諸説あり、高角度からほぼ垂直に落下するタイプで「恐ろしい威力を誇り危険であり調節も難しいため」や、和田京平レフェリー曰く「頭が薄くなってしまうのが嫌だから」などもあった。鶴田のジャーマン・スープレックスは、ファンクス道場で「観客によく見えるようにゆっくり大きく投げるよう心掛ける」と教えを受けていたため、スピードを落として持ち上げて一旦止めてから投げていく、現在でいう二段モーション式ジャーマンを主に採用していた。ただし、ハーリー・レイス戦などで、スピードを落とさない、高速ワンモーションのジャーマンも時折出していたが、こちらも円を描くような形で投げ、落下角度が急になるため危険とされていた。
ミサイルキック
倉持隆夫アナ（日本テレビ）からはジャンボ・ミサイルキックまたはウルトラCドロップキックと呼ばれていた。1975年全日本に参戦したリッキー・ギブソンが公開、ドロップキックを得意技にしていた鶴田はこのミサイルキックを自分のものとした。ジャーマン・スープレックスと共に若手時代の鶴田のフィニッシュだった。スワンダイブ式が全盛の現代と違い、2m近い巨体の鶴田が体を捻りながら蹴るミサイルキックの威力は高く、ミル・マスカラス、リック・フレアーといった一流どころからも3カウントを奪っている。

### 投げ技
ブレーンバスター
海外で言うバーティカル・スープレックスの形で投げており、多少滞空時間の長いタイプであった。
雪崩式ブレーンバスター
ブレーンバスターを相手がコーナーポスト上にいる状態から投げる技で、1988年4月19日のブルーザー・ブロディとのインターナショナル・ヘビー級戦で使われたのが有名である。
前方叩き付け式ブレーンバスター
ブレーンバスターの体勢から、前方に向かって相手を投げ落とし、背面からマットへ叩き付ける技で、どちらかといえば小型中型の選手に対して使用していた。
4種類のスープレックス
ジャーマン・スープレックス
サイド・スープレックス
ダブルアーム・スープレックス
フロント・スープレックス
鶴田は4種類のスープレックスを使いこなし、ジャーマン・スープレックスは前述の通りであり、サイド・スープレックスについては、長身の馬場を投げきる場面が印象的な映像として頻繁に流されている。
最もよく使われており得意としていたのはダブルアーム・スープレックスで、ジャンピングニー、ボストンクラブなどとともに、80年代前半は大試合で必ず見られるムーブのひとつであった。
鶴田のオリジナルというべきフロントスープレックスは4種類のスープレックスで一番難しく、本当に受身の上手い選手にしか使わない」とされ、鶴田曰く「ジャーマンは1週間で習得出来たが、フロントは4週間かかった」とのこと。また、フロント・スープレックスをフィニッシュにしたレスラーは鶴田が初めてで、ジャック・ブリスコからUNヘビー級王座を奪取する決め手となったのはフロントだった。
ランニング・ネックブリーカー・ドロップ
走りこんで相手の首に腕を掛けそのままマットに相手の後頭部を叩きつける。師匠馬場の必殺技であった。
パイルドライバー
ドリル・ア・ホール式で、相手の頭を股間に挟み込んでリングへ脳天を叩きつける。技の妨害を受ける心配がない場合は挟み込んだ体勢で四方に身体を向けてアピールしてから落とすこともあった。また、ライバルのブロディのパイルドライバー同様何らかの工夫をしていたのか、決まった時の衝撃音が非常に大きかった。
ショルダースルー
この技はほとんど相手の反撃にあって失敗する。いわゆる「お約束」的なムーブである。相手の攻撃を「引き出す」ための動きだが、鶴田に比較的余裕のある状態で行われるため、やや不自然なものであることが多い。ブルーザー・ブロディとのシングル戦では、双方がショルダースルーに行こうとしては反撃で失敗する「ダブルお約束」的シーンが見られた。
アトミック・ホイップ
アトミック・ドロップの体勢で抱え上げ、前方へ放り投げる荒技。菊地が主な犠牲者。ホイップせずにそのままアトミック・ドロップに行くことも。第一線を退いた後、田上明がこの技を引き継いだ。
パワーボム
天龍との1989年4月20日大阪における三冠ヘビー級選手権で、喉笛へのチョップを何度も食らったために怒りで我を忘れた鶴田が、その天龍に対し放った技。のちに「ジャンボ・リフト」の別名がついたそのパワーボムは超急角度かつハイスピードなもので、頭から垂直に落とされた天龍は口から泡を吹いて失神。
直後に天龍の異変に気付いた鶴田が慌ててフォールし、試合を終わらせている。引退後に振り返った鶴田は「これはちょっとやり過ぎたかな」と述懐している。

### 関節技
拷問コブラツイスト
通常のコブラツイストと異なり、かけた相手の頬・側頭部を上から押さえつける。川田との拷問コブラ合戦は名場面の一つであった。菊地はこの技を文字通り「押し潰される」ように受けたという。
逆エビ固め
キャリア前半では、ジャンピング・ニーバットからスープレックスへのつなぎ技として多用していた。キャリア終盤時は体格差のある菊地へ決めた形が片仮名の「コ」に見えることから「コの字固め」とも呼ばれていた。師である馬場の「試合終了間際に攻めている方が強くみえる」という教えに沿って、残り時間が30秒を切ってから仕掛けることもよくあった。
インディアン・デスロック
鶴田が試合の前半から中盤にかけて見せていた技で、技をかけながら相手選手に張り手を入れたりもする。天龍らギブアップを取った技でもある。
アームブリーカー
立ったまま脇固めのような体勢で捕らえ、飛び上がって相手の体をマットにうつ伏せに叩きつけ、相手の肩・腕に衝撃を与える。また、そのまま脇固めへと移行する場合もある。
サーフボード・ストレッチ
背後に立ち、相手の両手首を、それぞれ自分の腕で掴んで背中側に引っ張り、同時に自分の片足裏あるいは片膝を相手の背面に当てて、そのまま相手の体を反らせて背骨にダメージを与える技。
ジャイアント・バックブリーカー
師匠馬場のオリジナル複合ストレッチ技。スタンディングで後方からコブラクラッチを決め、そのまま相手体を反らせながら自らの片膝をマットに付け、相手の背中を自らの片膝頭に押し付ける、コブラクラッチとバックブリーカーの組み合わせた技。

### 打撃技
エルボー・スマッシュ
ローリング・エルボー
鶴田が大きな技へのつなぎ技、反撃の糸口として使うエルボー・バットはエルボー・スマッシュと、体を半回転させて打ち込む、今でいうローリング・エルボーの形に近いものが多かった。どちらもドリー・ファンク・ジュニアの得意技で、ファンクス道場での修業中にドリーから教えられたもの。
ジャンボ・ラリアット
スタン・ハンセンのような一撃必殺技とは行かないが、試合の要所でこの技を使用した。キャリアが中盤になるころから使い出した技。1984年のテリー・ゴディとの一騎討ちあたりから黒いアームサポーターをしごいて放つジャンボラリアットが誕生したと言われる。鶴田のラリアットの打ち方は特徴があり、通常は下から体ごと伸び上がりながらノドを突き上げる。ただし、菊地毅のような小柄のレスラーには肘を曲げて上から体重を乗せるような打ち方をした。いずれにせよ、鶴田の身長を上手く利用した打ち方であった。また、長州力のリキラリアット同様、使用した当初は腕を痛めたポーズをとっていた。
ジャンピング・ニー・アタック
一時期「鶴田が相手をロープに振ったら90%この技」といわれた。決まった後は右手を高々と掲げ「オー!」と叫んでアピールする事がほとんど。現在では秋山準が鶴田から直接教わったことを明言して、得意技としている。バスケの経験から得た跳躍力を活かしている。
若手時代は「相手に考慮し」当たる瞬間体を横に向け太もものあたりを当てるようにしていたが、天龍との抗争からそのまま真っ直ぐ飛んで鋭角的な膝を顔面に叩き込むようになった。重要な一戦ではコーナーポスト最上段から放つダイビング式やランニング式も使用し、ハンセンを失神させた事もある。
この技のバリエーションとして、同時に相手の脳天に肘を落すジャンピング・エルボ―・ニー・バットや、両膝でジャンプし相手に当てるダブル・ジャンピング・ニー・バットも一時期使用している。
ダブルチョップ
ダブルハンマーとも。頭上から両手を揃えて相手の背中へ張り手のように放つチョップ。超世代軍相手に放つことが多く、その威力と大きな音で場内がどよめくことも多かった。技自体は単純だが、相手に格の違いを見せ付ける色合いが強い打撃技である。
ドロップキック
新人時代に多用したが、キャリア中盤以降も印象的な場面でしばしば用いた。持ち前のバネを活かした打点の高さ、威力、タイミング、フォームの美しさ、どれも随一で若手時代は「日本人No.1のドロップキックの使い手」と評された。馬場との初対決でこの技を繰り出した時には、あまりに高く飛び上がりすぎて足先が馬場の頭部（2m9cm）を越えてしまったこともある。
フライング・ボディシザース・ドロップ（テーズ・プレス）
ジャンプして相手に飛びついて、馬乗りになるような状態で背中から叩きつける。1983年4月、ルー・テーズにバックドロップを習った際に一緒に教わったもの。そのままフォールの体勢になることも多いが、トップロープに自らの喉元を打ち付ける誤爆も多かった。また長身でジャンプ力のある鶴田が使うと勢い余ってヒップドロップの形で落下してしまうこともあった。技の説得力から使用回数の割にフィニッシュムーブとなることが多かった。
タックル
この技も、ほとんど相手の反撃にあって失敗する。いわゆる「お約束」的な動きである。コーナーに投げた相手に向かってタックルをかけるべく頭から突進するがキックを食らうかもしくは自爆。決まったことは数えるほどしかない。
場外でのヘッドロックから鉄柱攻撃
この技もまた、ほとんど反撃にあって失敗する。いわゆる「お約束」的な動きである。場外で相手をヘッドロックにかかえたまま相手の頭部を鉄柱に打ち当てるべく突進。頭を抜かれて自分が鉄柱に体当たりする。
キチンシンク
ロープに振り、戻ってきた相手の腹部に膝蹴りを入れる。2、3回ほど行うのが常だった。長州が全日に参戦していた直後から鶴田も使い始めた事から、長州に影響を受けたものと思われる。
レッグ・ラリアット
対ブルーザー・ブロディ用秘密兵器、という触れ込みで開発された。木村健吾の同名技とはまったく違い、ジャンピング・ニーバットが横に流れた形。膝ではなく、脛が相手の首にヒットする。見た目がほとんどジャンピング・ニー・バットと変わらないことからあまり評判が良くなかったのか、数回使っただけで封印された。
延髄斬り
相手の延髄めがけてジャンプをしながらハイキックを入れる。天龍が多用していた技でもある。鶴田の場合は軸足を掴まれた状態から放つキャッチ式延髄斬りをここ一番で効果的に使っていた。
ビッグブーツ
相手レスラーに向かってフロントキックをぶちかます。福沢朗は十四文キック、若林健治はジャンボ・キックと呼称していた。ライバルであったブルーザー・ブロディの死後、折角威力のある技であるし、ファンがブロディを忘れることがないようにと使うようにした。事実、試合でヘビー級レスラーをも吹っ飛ばしていた。1989年4月20日の三冠ヘビー級選手権では、天龍をパワーボムで失神させる前に、この技で天龍の歯をへし折っている。また、馬場とのコンビではダブル・フロントキックをよく使っていた。

## 人物
- 現役時代からフォークシンガーとしてレコードを発売したり、ファンの前でギター片手に歌うこともあった。井上陽水の「傘がない」をテレビで披露したこともある。ただし、付き添った川田曰く「アンコールは無かったんだけどね」とのことである。
- 中央大学へはバスケットのスポーツ推薦でなく、一般入試を受け合格したとされている[12]。しかし中大レスリング部、及びミュンヘンオリンピックレスリング代表の同期だった鎌田誠[53]や、中大で同級生だったミスター・ポーゴは「鶴田はバスケットボール部の特待生だった」と明言している。自著の受験指南書『ジャンボ鶴田の受験は格闘技だ』では、大学院入試の経験については詳細であるが、大学受験に関しては具体的に語られていない。
- 1975年頃に新間寿が、鶴田を新日本プロレスへ引き抜くことを計画していた。しかしこの計画が当時東京スポーツの社長だった井上博や、当時の三浦甲子二テレビ朝日専務の怒りを買うことになってしまう。最終的に新間による鶴田引き抜き計画は失敗に終わった[54]。
- レスラー時代にはバラエティ番組にもゲスト出演していた事もある。[注 23]また日野自動車のトラックや、井関農機のコンバイン「太郎」シリーズのCMにも出演経験がある。
- 虫が大の苦手であり、セミは勿論のことで妻の話によると「毛虫なんかはもってのほか」であったという[要出典]。
- 鶴田自身が家宝にしていたのは坂本龍馬の像であり、プロレスで得たトロフィーや記念盾、パネル写真などは押入れの中へ保管したり、欲しい人に差し上げていた。
- アメリカ遠征中に航空機に搭乗した際、乱気流に巻き込まれて墜落するのではないかと思った経験から、大の飛行機嫌いであった。そのため、国内の長距離移動であっても鶴田だけは航空機を利用せずに列車で移動していた。阪神・淡路大震災の発生から2日後である1995年1月19日開催の大阪府立体育会館大会は、長期欠場明けの出場となったため、東京から大阪まで鶴田単独で移動することになったが、東海道新幹線は京都駅での折り返し運転となっており、大阪へ向かう手段であったJR京都線も本数を減らして運転していたため、関西国際空港着の航空機で大阪入りした[注 24]。その際鶴田は「何年かぶりに飛行機に乗った」と述べている[55]。
- 若手時代に鶴田の付き人を務めた三沢によると、たとえ後輩であっても名前を呼び捨てで言ったり使い走りしたりはせず、誰にでも「君」付けで呼んだりするなど、先輩風を吹かせたり無茶を言いつけたりすることも無かったという[56]。リングを降りるとマイペースを貫き、若手選手と飲食店で同席しても特に奢る様なことはせずに、1人でコンビニエンスストアの袋を手に持って宿泊施設へ戻るなど、プライベートでは普通に「鶴田友美」として過ごしていた[56]。生前の三沢と親交があった徳光正行によると、三沢は自身の付き人に対して雑用を多くやらせたり、小言を口にしたりすることも無かったが、これは自身が付き人を務めた鶴田が干渉をあまりしない性格だったことが影響しているといい[57]、また三沢自身も、新人時代に先輩から理不尽な仕打ちを受けた経験から「自分は下の人間に対して、同じようなことは絶対にしない」と心に誓ったのだという[58]。この「使い分け」は外国人選手に対しても同様であったため、テリー・ファンクも1983年の一度目の引退のあと「馬場の次のボスは鶴田ではなくて、天龍なんだよね」と語っていた。天龍はプロレス転身当初、鶴田から気の良さそうな挨拶を受け、後年「ジャンボのおかげもあってこのプロレス界にはスッと入っていけた所はあるよ。もしあの時に、元関取でも『プロレス界ってのは、そうはいかないんだぞ!』みたいなムードを俺が感じていたら、その後のプロレスへの取り組み方は変わってたかもしれないよね」と振り返っている。
- しかし、2016年に天龍はインタビューの中で「リングの中で相手を見下したような試合をしたり、リングの外で“プロレスラーの鶴田友美です”というのが嫌そうなジャンボを見て、段々と違和感を持つようにはなったけどね」と、1987年春の鶴龍コンビに嫌気がさしていた頃の様子を語っている。同じインタビューで天龍は、またリング上で常に余裕のある自分を見せたがっていた鶴田の生前のその姿勢を指摘している[59]。

- 新弟子時代の大仁田厚は、高い具材が入っているちゃんこが道場に用意されても先輩に良い具材を先に取られてしまい、残っているのがいつも野菜しか残らず落胆することがあった。一方、鶴田が毎回作っていた「鶏の湯豆腐」は材料費が安い分だけ肉が沢山あったため、当時新弟子であった大仁田でも肉にありつけた。また「食べる時は平等だからさ」と日頃から話し、新弟子でも最初から箸を付けて食べることが出来た。このように思いやりのある鶴田を大仁田は慕っており「おれは鶴田さんが好きだったよ」と、現在も尊敬している[60]。

- ある時天龍に連れられて懐石料理を食べさせてもらったが、すぐさまおもむろに立ち上がってラーメンを食べに出掛けた。天龍は後に「彼は味が濃くて腹いっぱいになるものがよくて、懐石料理をちまちま食っているのは性に合わないんだ。地方巡業ではどこに行っても、その辺でラーメンを食べていたし、ファンの目を気にしないおおらかさがあった。それがジャンボらしいところだよね」と解説している。相撲時代に味を覚えて舌が肥えていた天龍とは対照的であった[61]。

- 田上明によると、ひどい悪ふざけをするが後輩の食事は必ず奢ってくれる天龍とは逆であり、特に奢ることはしなかった[62]。その一方で付き人を務めた三沢やターザン後藤は、オフになると食事に連れて行ってもらったり、小遣いをくれることもあったと証言している[63][64]。

- 佐藤昭雄は、鶴田に関して「馬場さんや猪木さんの様に『俺の会社なんだから、俺が作って、俺が客を一杯にしてやるんだ』という事には余り関心が無かったのかな。結局リングの中で良い試合をして、控室に帰って意気揚々とコメントをしても、常に馬場さんが葉巻を咥えて大きな態度で座っている訳で。ジャンボにもう一歩、物足りなさを感じたのはそういう所かもしれないね。それは何かというと、独立してお山の大将にならないと最終段階というのは作れないから。その点がジャンボには無かったかもしれない」と語っている[65]。

- 「ナチュラルな強さ」と評される事も多い。弟子の三沢も「鶴田さんが筋力トレーニングをしているところを見たことがない。おそらく好きなテニスやバスケットボールを楽しみながら必要な筋肉を付けていたんだと思う」と著書の中で述べている[56]。生まれ持った運動基礎能力が格段に優れていたようで、吉田豪曰く「若い頃に山道を自転車で普通に走り回り、それだけで自然と超人的な体力が付き、特に目立った練習をしないままオリンピックに出られた人物」である。大学1年生の時に「ずっと打ち込んで来たバスケでは、五輪出場は難しいかも」と不安を抱き、バスケを辞める事を決意する。しかし鶴田は「僕は五輪に出たい。種目はなんでもいい。時間は3年間しかない」という強い想いから、各スポーツを検討した結果「アマレスなら希望がある」と想定してレスリングを選んだ。しかしバスケットボール特待生で大学に入った男が「いくら頑張っても、五輪には出られないから」という理由でバスケを辞め、レスリングを始めるというのは理解出来ない事でもあった。そのためレスリング部は鶴田の入部希望を断っている。

- 入部を断られて途方に暮れてしまった鶴田は、自衛隊体育学校では一般人でもレスリングが練習可能だと知り、そこで練習を始める。自衛隊学校のコーチは鶴田の非凡な運動能力に気づき、本腰を入れて指導すると、鶴田は経験なしの状態からすぐに「全日本社会人選手権」と「国体」の両大会で優勝を果たした。日本のアマレスレベルは、数多くのメダリストを輩出しているように非常に高く、驚異的な事であった。少し前に鶴田の入部を断ったレスリング部からは逆に「鶴田君、是非こっちに来てくれないか?」と誘われるようになる。鶴田は当初入部する気はなかったが、自衛隊体育学校のコーチから入部を薦められ所属した。

- 鶴田はレスリング経験が若干2年余りで、ミュンヘンオリンピック出場を勝ち取った。しかしオリンピック本戦では、経験不足はどうしようにも出来ず、戦術の乏しさと国際ルールの不慣れに戸惑い、器用なヨーロッパ選手の敵ではなく、肝心の攻撃がほとんど出来る事なく警告負けに終わった。

- 1985年の夏、B型肝炎のウィルスキャリアが判明してから本当にハードなトレーニングが出来なくなり、もっぱら趣味のスポーツで体力を維持していた。それに対し天龍はオフでも週に5日は練習や稽古を欠かさない「稽古の鬼」であったが、ハードトレーニングをしなくても怪物的な強さを見せ付ける鶴田に「こいつと俺らは、持って生まれたものが違うんだなぁ」としみじみ思ったという[28]。三沢も自著で「鶴田さんは持って生まれたものが凄すぎた。レスラーに必要な能力を全て備えていた」と語っている。

- 鶴田は自身が肝炎キャリアであることを自覚していながら、周囲のレスラーや関係者にはその事実を伏せてリングに上がっていた。これは血液などの体液によって感染するB型肝炎では非常に危険かつ非常識な行為と言わざるを得ない。　
天龍源一郎の証言
「（鶴龍対決）当時、すでにジャンボはB型肝炎のキャリアだったんだけど、本人以外には馬場さんしか知らなかったんだよね。よくよく聞いたらジャンボは『流血戦になるようなことには付き合えないから…』って言ったらしいんだよね」[66]
- レスリングでは鶴田よりも身長が13センチ低い[67][68]小柄な磯貝頼秀に一度も勝利することが出来なかったなど、国内において無敵の選手であったとは言い難い面もある。なお五輪など国際戦では外国人選手に全敗している。しかし、ジャンボ鶴田試練の十番勝負の第7戦目では1972年ミュンヘン五輪レスリングの男子フリースタイル120kg級銅メダリストのクリス・テイラーに勝利している。

## タイトル歴
- 三冠ヘビー級王座 - 3度戴冠
- AWA世界ヘビー級王座
- インターナショナル・ヘビー級王座 - 3度戴冠
- UNヘビー級王座 - 5度戴冠
- インターナショナル・タッグ王座 - パートナーはジャイアント馬場、天龍源一郎、谷津嘉章。
- PWF世界タッグ王座 - パートナーはタイガーマスク（2代目）、谷津嘉章。
- 世界タッグ王座 - 7度戴冠。パートナーは谷津嘉章（5回）、ザ・グレート・カブキ、田上明（各1回）
- NWA認定デトロイトタッグ王座 - パートナーはジャイアント馬場。1980年6月28日にアメリカ合衆国デトロイトで行われたワンナイトトーナメントで優勝して獲得したが、1度も防衛戦を行わずにタイトルを返上した。
- チャンピオン・カーニバル - 2度優勝。（1980年、1991年）

## 入場テーマ曲
- チャイニーズ・カンフー
- ローリング・ドリーマー - リリースした同名レコード曲のインスト版
- T.T.バックドロップ - 1983年8月31日のブロディ戦（リングアウト勝ちによりインターヘビー級奪取の試合）のみの限定使用
- J（作曲：鈴木宏昌）- 1983年12月から。当初は鈴木宏昌録音のオリジナル音源が使用されていたが、1984年のレコード化に伴いカバー音源が新たに録音され、会場使用音源もカバー音源に変更された。1992年にオリジナル音源に戻され引退まで使用

## 音楽

### シングル
| #                    | 発売日      | A/B面       | タイトル                           | 作詞        | 作曲        | 編曲        | 規格品番    |
| CBS・ソニー          | CBS・ソニー | CBS・ソニー | CBS・ソニー                        | CBS・ソニー | CBS・ソニー | CBS・ソニー | CBS・ソニー |
| -------------------- | ----------- | ----------- | ---------------------------------- | ----------- | ----------- | ----------- | ----------- |
| 1                    | 1980年 3月  | A面         | ローリング・ドリーマー             | 喜多條忠    | 川口真      | 川口真      | 06SH-737    |
| 1                    | 1980年 3月  | B面         | 妹に                               | 喜多條忠    | 川口真      | 川口真      | 06SH-737    |
| ミノルフォン         |             |             |                                    |             |             |             |             |
| 2                    | 1981年 6月  | A面         | ローリング・ドリーマー（インスト） | -           | 川口真      | 伊勢谷丈治  | KA-3015     |
| 2                    | 1981年 6月  | B面         | サヨナラは言わないで               | 鶴田友美    | 鶴田友美    | 伊勢谷丈治  | KA-3015     |
| キャニオン・レコード |             |             |                                    |             |             |             |             |
| 3                    | 1984年 4月  | A面         | 明日があるさ                       | 山田孝雄    | 幸耕平      | 南郷達也    | 7A-0370     |
| 3                    | 1984年 4月  | B面         | なみだ割り                         | 山田孝雄    | 幸耕平      | 南郷達也    | 7A-0370     |

## 著書
- 『リングより愛をこめて―ジャンボ鶴田のファッショナブル・トーク』（1981年12月1日、講談社）ISBN 978-4061277694
- 『ジャンボ鶴田の受験は格闘技だ―志望校を突破する“七つの必殺ワザ”を伝授しよう』（1996年11月1日、ごま書房）ISBN 978-4341017477
- 『ジャンボ鶴田のナチュラルパワー強化バイブル―プロレス流筋力パワーアップ・トレーニングとスーパータフネスの秘密』（1999年3月1日、ナツメ社）ISBN 978-4816325335

## 関連書籍
- 東海林さだお『ラーメン大好き!!』（1982年10月、冬樹社）
- 久堂一『熱き若武者の叫び―ジャンボ鶴田"青春マインド"』（1983年1月1日、笠倉出版社）ISBN 978-4905587743
- 東海林さだお『ラーメン大好き!!（新潮文庫）』（1985年8月1日、新潮社）ISBN 978-4101364025
- 黒瀬悦成『ジャンボ鶴田 第二のゴング』（1999年3月1日、朝日ソノラマ）ISBN 978-4257035275
- 鶴田保子『つぅさん、またね。―ジャンボ鶴田を支えた家族の記録』（2000年11月1日、ベースボール・マガジン社）ISBN 978-4583035956
- 小佐野景浩『永遠の最強王者ジャンボ鶴田 完全版』(2025年5月13日、日本ビジネスプレス）